# Kanton Verdun
Verdun-Est is een voormalig kanton van het Franse departement Meuse en maakte deel uit van het arrondissement Verdun.
Het kanton is opgericht op 30 januari 1790. Het werd op 23 juli 1973 opgeheven en verdeeld over de inmiddels ook alweer opgeheven kantons Kanton Verdun-Est en -Ouest.

## Gemeenten
Het kanton Verdun omvatte de volgende gemeenten:
- Ambly-sur-Meuse
- Belleray
- Belrupt-en-Verdunois
- Dieue-Génicourt, op 1 januari 1973 gevormd door de fusie van Dieue-sur-Meuse en Génicourt-sur-Meuse
- Dugny-sur-Meuse
- Haudainville
- Rupt-en-Woëvre
- Sivry-la-Perche
- Sommedieue
- Verdun